# Witbuikspecht
De witbuikspecht (Dryocopus javensis) is een specht uit het geslacht Dryocopus die voorkomt van India via China en Korea tot op de Filipijnen en Indonesië.
De Filipijnse naam voor de witbuikspecht is Palalaka.

## Algemeen
De verschillende ondersoorten van deze soort onderscheiden zich in grootte en kleur van de onderrug. In alle gevallen echter zijn de kruin, kam en wangen van een mannetje vuurrood. Bij een vrouwtje is slechts de kam van die kleur. De rest van de bovenkant van de vogel is zwart. De onderkant van de buik is wit, vaak met een gele tint erdoorheen. Ook de rest van de witbuikspecht is voornamelijk zwart. De snavel kan diverse kleuren hebben van zwart tot grijs of ivoorkleurig.
Deze soort wordt inclusief staart 40,5 centimeter en heeft een vleugellengte van 20 centimeter

## Ondersoorten, verspreiding en leefgebied
De witbuikspecht komt gewoonlijk voor in bossen tot een hoogte van 1600 meter boven de zeespiegel, maar is ook wel hoger gesignaleerd.
Er worden vijftien ondersoorten onderscheiden, waarvan negen alleen op de Filipijnen voorkomen:
- D. javensis cebuensis: Cebu (Filipijnen).
- D. javensis confusus: Centraal- en Zuid-Luzon (Filipijnen).
- D. javensis esthloterus: Noord-Luzon (Filipijnen).
- D. javensis feddeni: Myanmar, Thailand en zuidelijk Indochina.
- D. javensis forresti: noordelijk Myanmar en zuidwestelijk China.
- D. javensis hargitti: Palawan (Filipijnen).
- D. javensis hodgsonii: India.
- D. javensis javensis: centraal en zuidelijk Malakka, de Grote Soenda-eilanden en de nabij gelegen eilanden.
- D. javensis mindorensis: Mindoro (Filipijnen).
- D. javensis multilunatus: Basilan, Dinagat en Mindanao (Filipijnen).
- D. javensis parvus: Simeulue (nabij noordwestelijk Sumatra).
- D. javensis pectoralis: Samar, Leyte en Bohol (Filipijnen).
- D. javensis philippensis: Guimaras, Masbate, Negros en Panay (Filipijnen).
- D. javensis richardsi: Korea (bedreigd).
- D. javensis suluensis: Sulu-eilanden (Filipijnen).

## Voortplanting
De witbuikspecht paart gewoonlijk in de maanden maart april en mei. De nesten worden in holle dode bomen gemaakt.
Andamanenspecht (D. hodgei) ·
witbuikspecht (D. javensis) ·
gestreepte helmspecht (D. lineatus) ·
zwarte specht (D. martius) ·
Noord-Amerikaanse helmspecht (D. pileatus) ·
zwartbuikhelmspecht (D. schulzi)